# Between You and Me/Map of the World
Between You and Me/Map of the World è un singolo del gruppo musicale britannico Marillion, pubblicato l'8 ottobre 2001 come unico estratto dal dodicesimo album in studio Anoraknophobia.

## Tracce
Testi di Steve Hogarth (eccetto dove indicato), musiche dei Marillion.
1. Between You and Me (Mark Kelly Radio Mix) – 4:15
2. Map of the World (Radio Edit) – 4:15 (testo: Steve Hogarth, Nick Van Eede)
3. Quartz (Live in Manchester, 19 May 2001) – 9:22
4. If My Heart Were a Ball It Would Roll Uphill (Pete Trewavas Edit) – 4:44

## Formazione
Gruppo
- Steve Hogarth – voce, pianoforte e percussioni aggiuntive
- Steve Rothery – chitarra
- Pete Trewavas – basso, voce aggiuntiva, cori, chitarra aggiuntiva (traccia 2)
- Mark Kelly – tastiera
- Ian Mosley – batteria

Altri musicisti
- Stephanie Sobey-Jones – violoncello occasionale

Produzione
- Dave Meegan – produzione, registrazione, missaggio
- Stewart Every – assistenza tecnica
- Simon Heyworth – mastering